# プロヴァン
プロヴァン (Provins) は、フランスのセーヌ＝エ＝マルヌ県の都市。中世にはシャンパーニュの大市の開催都市として知られ、2001年12月13日にユネスコの世界遺産に登録された（登録名は「中世市場都市プロヴァン」）。古くからバラで有名な都市でもあり、現在でもバラを用いた製菓業などが盛んである。この都市の住民のことはプロヴィノワ (Provinois) と呼ぶ。なお、南フランスの地方プロヴァンス (Provence) とは
全く別である。

## 地理
この都市はセーヌ＝エ＝マルヌ県の南東部に位置している。ブリー台地にあって、ヴルジー渓谷とデュルタン渓谷の合流点の岬に当たる場所近くに立地している。
プロヴァンにはパリの東駅と繋がっているふたつの駅がある。シャンブノワ＝ポワニー駅とプロヴァン駅である。

## 歴史と伝統行事
歴史的な痕跡は旧石器時代にこの地で人が生活していたことを裏付けている。プロヴァンは立地条件の良さの恩恵を受けており、古代にはローマ軍によって利用された。
さらに伝説を信じるなら、プロヴァンの市名はローマの将軍プロブスのブドウの木（プロビ・ウィヌム, Probi vinum）に由来するという。プロブスは237年頃にドミティアヌスが禁止していたにもかかわらず、ブドウの栽培を許したとされる。
485年にはソワソンでの勝利の後で、クローヴィス1世がプロヴァンにあったローマ軍の城塞を占領した。9世紀初頭からカール大帝はこの地に Missus dominicusを派遣したことが明らかになっている。また独自の貨幣を鋳造していたことも明らかになっている。
プロヴァンは中世にシャンパーニュ伯の保護を受けていたときには、シャンパーニュ大市を開催する都市のひとつだった。この時期は確かにプロヴァンが歴史に大きな足跡を残した時期であったといえる。
現在、伝統的な北仏の古物市の日（11月11日）には、プロヴァンでも毎年下町全体で開催されているが、昔日の面影はない。この伝統的な古物市は聖マルティヌスの市（la foire de la Saint-Martin ; トゥールの聖マルティヌスは11月11日の守護聖人）だったもので、季節限定で雇われる農業労働者にとっての冬季の雇い入れ時期の開始を告げるものだった。この市は農業的な伝統を持つ多くの町で継続されている。
中世の祭りを受け継いでいる収穫祭もまた、プロヴァン地方の文化的豊かさを教えてくれる。それは8月の最終日曜日に行われている。現在でこそとうもろこし、甜菜、菜種などの比重も大きくなってはいるが、古くはブリー＝シャンパーニュ地方の重要な生産物であった小麦の収穫が終わったことを示していた。祭りで使う小麦の花車 (chars) は、小麦で飾られていて、収穫を想起させるデザインになっている。

## 産業

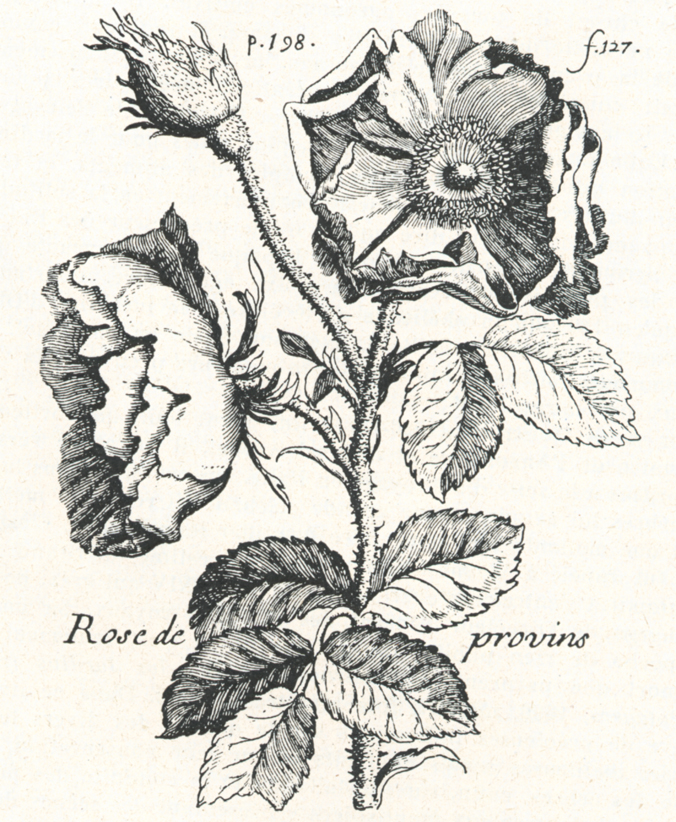
ピエール・ポメ（1658年 - 1699年）筆によるプロヴァンのバラ

プロヴァンは薔薇を使った製菓業の中心地である。たとえば、薔薇の花びらのジャムや、薔薇をはちみつやシロップに漬けたもの、あるいは薔薇のキャンディーなどである。プロヴァンの薔薇は、十字軍遠征に参加したシャンパーニュ伯チボー4世によってもたらされた。バラ園は今でも咲き誇っている。プロヴァンの薔薇の木は、低い茂みであることと最近の品種よりも野生の変種に近いことを特徴とするが、その控えめな外観が普及の妨げになったために、もはや地元の造園家でしか見られなくなっている。

## 行政
プロヴァンはプロヴァン郡の郡庁所在地であるが、郡内最大の都市はモントロー＝フォー＝ヨンヌである。郡はプロヴァン小郡を含む9つの小郡に分かれ、165のコミューン（総人口約147000人）を抱えている。
プロヴァン小郡は15のコミューンから構成される人口約21000人の小郡である。
また、プロヴァン市はプロヴィノワ市町村共同体 (fr:Communauté de communes du Provinois) を構成する27の自治体のひとつである。

## ゆかりのある有名人
- クロード・アトン - 16世紀のプロヴァンの主任司祭。1553年から1582年のシャンパーニュ地方の出来事を記録していた。生前刊行されることがなかったが、19世紀になって出版された。
- ジャン＝ピエール・ヴェルナン - 歴史学者
- アラン・ペイルフィット - 元プロヴァン市長（1965年 - 1997年）で、アカデミー・フランセーズ会員。
- アンドレ・フランソワ＝ポンセ - 政治家、外交官
- アブデラジズ・バラダ - サッカー選手
- ジュール・ヴェルヌ - 父がプロヴァン出身だった。

このほかヴィクトル・ユゴーやオノレ・ド・バルザックもプロヴァンを訪れたり、作品に登場させたりした。

## 観光名所
プロヴァンの景観はフランス国内では「芸術と歴史の街」のひとつに選ばれており、また2001年には世界遺産にも登録された。
都市はその中世の城塞で知られている。1200メートルの距離に22の塔が幾何学的に配置されており、城塞の中心的な塔は1226年から1314年にかけて建造された。
- セザールの塔 (Tour César)
12世紀に建造された。敷石の上にあり、四角い土台の上に多角柱のドンジョン（城塞の中心塔）が載っている。
- サン＝キリヤース教会(Collégiale Saint-Quiriace)
12世紀の教会。
- サント＝クロワ（聖十字）教会(Église Sainte Croix)
名前はシャンパーニュ伯チボー4世がエルサレムから本物の（イエスが架けられた）十字架の欠片を持ち帰ったとされることに由来するという。
- サン＝テイウル教会 (l'Église Saint-Ayoul)
11世紀に建造された教会。845年に密かに葬られた聖エイウルの墓所が1000年に発見され、その重大性を認識したシャンパーニュ伯によって建造することが決められたという。
歴史的には、初期の大市はこの教会前の広場で開催された。
- コルドリエ派教会
- 地下道
この古都の地下には中世の地下道が張り巡らされており、訪れることが出来る。この地下道は十分の一税用の倉庫とともに、ウンベルト・エーコの『フーコーの振り子』の物語の一部の舞台となった。中世のプロヴァンは製布のさかんな都市で、この地下道は本来羊毛業のための石切り場だった。ここからは漂布土（「テル・ア・フーロン terre à foulon」）が採取され、羊毛のシミ抜きに用いられた。この粘土は石鹸のようなものとして用いられたわけだが、布によく染み込ませるために足で踏んでやる（「フーレ fouler する」）必要があったことからその名がある。
- 十分の一税用の倉庫 (La grange aux dîmes)
この倉庫は、かつての大市の際には在庫の収納所として使われた。現在では博物館に変わり、商人や石切工といった様々な職業の中世の生活を蘇らせた場面を提示している。
- ロマネスクの家
これは10世紀ないし11世紀に建造されたプロヴァンで最も古い住居であり、現在は展示室 (le musée du provinois) がある。
- ノートル・ダム・デュ・ヴァルの塔 (Tour Notre Dame Du Val)
1544年建造の塔
- オステルリー・ド・ラ・クロワ・ドール (Hostellerie de la Croix D'Or)
1264年から1270年にかけて建造され、その外観を当時のまま今なお保持しているフランス最古のオステルリー（田舎の小ホテル）。2004年12月時点でもレストランとして営業を行っている。
- ヴォーリュイザン・ホテル (Hôtel du Vauluisant)
13世紀の建築物。上記のオステルリーと向かい合っている。
処刑人の家
- 町の城壁の外に処刑人小路と呼ばれる路地と処刑人ルイ＝シル＝シャルルマーニュ・サンソンの家がある。

## 世界遺産

### 登録基準
この世界遺産は世界遺産登録基準のうち、以下の条件を満たし、登録された（以下の基準は世界遺産センター公表の登録基準からの翻訳、引用である）。
- (2) ある期間を通じてまたはある文化圏において、建築、技術、記念碑的芸術、都市計画、景観デザインの発展に関し、人類の価値の重要な交流を示すもの。
- (4) 人類の歴史上重要な時代を例証する建築様式、建築物群、技術の集積または景観の優れた例。

## 姉妹都市
- ベンドルフ（ドイツ）
- 平遥（中国）